# Giselle Jacques
Giselle Porto Jacques (Porto Alegre, 11 de junho de 1973) é uma jornalista, cineasta e escritora brasileira.

## Biografia
Giselle Jacques nasceu em Porto Alegre-RS, em 11 de Junho de 1973. É graduada em Jornalismo e pós-graduada em  Produção Cinematográfica, ambas pela Pontifícia Universidade Católica do Rio Grande do Sul, em Porto Alegre.[carece de fontes?] Já atuou como fotógrafa, roteirista, colunista de revistas e blogs e redatora de vários veículos impressos e digitais. Foi professora universitária de Comunicação Social nas universidades FACCAT e UNISC., além de ministrante de cursos de extensão e oficinas de cinema e literatura. É romancista, contista e editora.[carece de fontes?]
Seus primeiros escritos – poesias e contos – surgiram ainda na transição da infância para a adolescência. Vários destes publicados em jornais locais e outros canais de comunicação. Todavia, antes mesmo de aprender a ler, a autora já brincava de criar livros e jornais caseiros a partir de recortes de revistas e fotografias.[carece de fontes?]
O primeiro romance aconteceu aos 18 anos de idade. Porém, Giselle adiou o sonho literário pela vaga na universidade. Viver da escrita era uma meta estipulada desde muito cedo. A partir do jornalismo, abriu-se o campo para a carreira em como diretora e roteirista de cinema e publicidade.[carece de fontes?]
Nesse período, Giselle arrematou cinco prêmios de cinema e vídeo, entre eles o de Melhor Curta-Metragem do Festival de Gramado. Em 2007, todo esse universo de imagens e histórias foi deixado de lado por um projeto muito maior: a filha Melissa.[carece de fontes?]
Em 2010, o antigo anseio pela literatura levou Giselle de volta ao mundo da escrita criativa. De 2011 a 2015, comandou a Editora Escândalo, lançando diversos escritores inéditos ou não.[carece de fontes?]
Assim, em 2012, estreia como romancista com o comovente A Casa da Montanha. Com uma técnica própria de escrita, Giselle conclui longos romances em poucas semanas. Outra característica da autora é perambular por diversas temáticas e estilos. Por isso, não surpreende que tenha lançado 15 obras até 2022, passando por contos, crônicas e romances.[carece de fontes?]
Mudando de casa editorial, em 2019 a escritora relança várias de suas obras e prepara a edição de cinco novos livros inéditos, todos com a assinatura do selo ScribaClub.[carece de fontes?]

## Carreira no cinema
Giselle Jacques conta com sete filmes na bagagem, vários deles premiados. Em todos, é roteirista e diretora de cena. [carece de fontes?]
- 1999 - Torna-se roteirista e diretora e realiza seu primeiro curta-metragem intitulado Réquiem (Filme, Super-8, 7 min).

- 2000 - Ganha seu primeiro prêmio de roteiro com o curta-metragem Lembra, Meu Velho? (filme, 35mm, 14 min), no 8º Prêmio IECINE de Curta-Metragem.

- 2001 - Realiza o curta-metragem [https://vimeo.com/18981224 O Homem da Lua (filme, 16mm, 12 min) quando ganha o concurso 1º Histórias Curtas RBS.

- 2002 - Realiza o curta-metragem Teoria do Caos (Vídeo, Betacam, 12 min) quando vence o concurso 2º Histórias Curtas RBS.

- 2004 - Produz o curta independente Santuário (Vídeo, DVcam, 8 min), que ganha o Prêmio de Melhor Vídeo pelo Juri Popular no XII Festival de Gramado CineVídeo.

- 2008 - É uma das vencedoras do prêmio Curta nas Telas com o filme Lembra, Meu Velho?[carece de fontes?]

- 2009 - Mais uma produção independente intitulada 3 Maneiras de Morrer e 1 Sofá (Vídeo, HDV, 10 min), que estreia no XVII Festival de Gramado CineVídeo.

- 2010 - Lança pela Internet o mini-metragem Xis Coração (Vídeo, Digital, 1 min).

## Carreira literária
1988 a 1992 – Publica poemas em jornais de bairro e periódicos de associações de Porto Alegre.[carece de fontes?]
1999 – Torna-se roteirista de cinema e televisão.
2000 – Tem dois de seus contos - Saltos Altos e A Televisão - publicados na coletânea 500 Outonos de Prosa e Verso Vol. II (Org. GIRALDO, A. São Paulo, 2000, 144p.).
2008 – Lança o blog de crônicas Catártica Mente.
2011 – Inaugura a Editora Escândalo, na qual atua como Editora-Chefe durante 5 anos.[carece de fontes?]
2012 – Publica o romance A Casa da Montanha (JACQUES, G. casa da montanha, A. Ed. Escândalo, Porto Alegre, 2012, 202p.)
2013 – Publica o romance O Livro de Alexia (JACQUES, G. livro de Alexia, O. Ed. Escândalo, Porto Alegre, 2013, 102p.)
2015 – Publica o romance A Estrela da Manhã (JACQUES, G. estrela da manhã, A. Ed. Escândalo, Porto Alegre, 2015, 252p.)
2016 – Publica o romance Lucca (JACQUES, G. Lucca. Ed. Escândalo, Porto Alegre, 2016, 168p.)
2016 – Publica o romance O Mestre (JACQUES, G. mestre, O. Ed. Escândalo, Porto Alegre, 2016, 168p.)
2016 – Publica o romance Quarto Crescente (JACQUES, G. Quarto crescente. Ed. Escândalo, Porto Alegre, 2016, 262p.)
2016 – Publica a coletânea de contos Jardim D’Lírios Negros (JACQUES, G. Jardim d'lírios negros. Ed. Escândalo, Porto Alegre, 2016, 74p.)
2016 – Publica a coletânea de crônicas Catarticamente Vol. 1 (JACQUES, G. Catarticamente vol 1. Ed. Escândalo, Porto Alegre, 2016, 30p.)
2017 – Publica a coletânea de crônicas Catarticamente Vol. 2 (JACQUES, G. Catarticamente vol 2. Ed. Escândalo, Porto Alegre, 2017, 32p.)
2017 – Publica a novela Lágrima para Michelangelo (JACQUES, G. Lágrima para Michelangelo. Ed. Escândalo, Porto Alegre, 2017, 74p.)
2017 – Publica a novela Blefe (JACQUES, G. Blefe. Ed. Escândalo, Porto Alegre, 2017, 72p.)
2017 – Publica a novela Números Primos (JACQUES, G. Números primos. Ed. Escândalo, Porto Alegre, 2017, 72p.)
2018 – Inaugura a editoria literária ScribaClub.[carece de fontes?]
2020 – Publica o romance Crônicas de Ontem (JACQUES, G. Crônicas de ontem. Ed. ScribaClub, Porto Alegre, 2020, 200p.)
2020 – Publica o romance Dois Dragões de Prata (JACQUES, G. Dois dragões de prata. Ed. ScribaClub, Porto Alegre, 2020, 212p.)
2020 – Publica o romance Uma Dança em Vermelho (JACQUES, G. Uma dança em vermelho. Ed. ScribaClub, Porto Alegre, 2020, 158p.)

## Prêmios
1999 – 10º Set Universitário – Melhor Fotografia Experimental - Cores. Título “Vampire”
2000 – 500 Outonos de Prosa e Verso. Contos publicados: “Saltos Altos” e “A Televisão”
2000 – 8º Prêmio Iecine de Curta-Metragem – Filme 35mm. Título “Lembra, Meu Velho?”
2001 – 1º Histórias Curtas RBS– Curta-metragem 16mm. Título ”O Homem da Lua”
2002 – 2º Histórias Curtas RBS – Curta-metragem vídeo “Teoria do Caos”
2004 – XV Festival de Cinema de Gramado - Gramado CineVídeo – Melhor Vídeo Júri Popular. Título “Santuário”
2008 – 34º Curta nas Telas – Exibição de curta-metragem. Título “Lembra, Meu Velho?”
2015 – 11º Prêmio Maximiano Campos de Literatura – Menção Honrosa Categoria Conto. Título “O Casarão”[carece de fontes?]
2015 – 11º Prêmio Maximiano Campos de Literatura– 1º Lugar Categoria Miniconto. Título “Trinta Segundos”[carece de fontes?]